# 特溫希爾斯科勒尼 (蒙大拿州)
特溫希爾斯科勒尼（英語：Twin Hills Colony）是位於美國蒙大拿州舒托縣的普查規定居民點。

## 人口
根據2020年美國人口普查的數據，特溫希爾斯科勒尼的面積為0.95平方千米，皆為陸地。當地共有人口39人，而人口密度為每平方千米41.05人。